# Condado de Ventura
El condado de Ventura (en inglés: Ventura County) es uno de los 58 condados del estado de California, en Estados Unidos. La sede del condado es Ventura, y su mayor ciudad es Oxnard. El condado posee un área de 5719 km² (de los cuales 940 km² están cubiertos de agua), una población de 793 814 habitantes, y la densidad de población es de 157.9 hab./km² (según el censo nacional de 2000). Este condado fue fundado en 1872.

## Geografía
Según la Oficina del Censo, el condado tiene un área total de 5718.7 km², de la cual 4778.5 km² es tierra y 940.2 km² (16.43%) es agua.

### Condados adyacentes
- Condado de Kern (norte)
- Condado de Los Ángeles (este y sureste)
- Océano Pacífico (sur)
- Condado de Santa Bárbara (oeste)

## Localidades

### Ciudades incorporadas
Camarillo |
Fillmore |
Moorpark |
Ojai |
Oxnard |
Port Hueneme |
Santa Paula |
Simi Valley |
Thousand Oaks |
Ventura 

### Lugares designados por el censo
Bell Canyon |
Casa Conejo |
Channel Islands Beach |
El Río |
Meiners Oaks |
Mira Monte |
Oak Park |
Oak View |
Piru |
Santa Rosa Valley |
Santa Susana |
Saticoy 

### Áreas no incorporadas
Bardsdale |
Buckhorn |
Dulah |
Faria |
La Conchita |
Lake Sherwood |
Newbury Park |
Point Mugu |
Sea Cliff |
Somis 

## Historia
Antes de la llegada de los europeos a California, el área era habitada por miembros de la tribu de indios chumash.
En octubre de 1542, una expedición comandada por el español Juan Rodríguez Cabrillo ancló en una ensenada cerca de Punta Mugu. Sus miembros fueron los primeros europeos en llegar al área que será el condado de Ventura.
España empezó a colonizar el área en 1769. Gaspar de Portolà dirigió una expedición militar por tierra desde San Diego a Monterey que pasó por el condado en agosto de ese año. Un sacerdote de este expedición, padre Juan Crespí, escribió en su diario que era un sitio ideal para establecer una misión, porque era "un buen sitio que no falta nada". También en este expedición fue el padre Junípero Serra, quien más tarde fundó una misión en el condado en 1781.
La Misión San Buenaventura, que fue nombrada por San Buenaventura de Fidanza, un teólogo franciscano, se estableció el 31 de marzo de 1781. La ciudad que creció alrededor de la misión también lleva el nombre de San Buenaventura.
En la década de 1790, los gobernadores españoles de California comenzaban a conceder concesiones a los Californios, a menudo soldados retirados. Estas concesiones, conocida como ranchos, consistían de miles de acres de tierra usado principalmente para el ganado. Solo había dos ranchos en el condado de ventura. El primer, Rancho Simi, estaba ubicado en el Valle de Simi y fue concedido por gobernador Diego de Borica a Francisco Javier Pico y sus hermanos Patricio y Miguel en 1795. El otro, Rancho El Conejo, estaba ubicada en el Valle de Conejo y fue otorgado por gobernador José Joaquín de Arillaga a José Polanco y Ygnacio Rodríguez en 1802.

## Demografía
En el censo de 2000, había 753, 197 personas, 243 234 hogares y 182 911 familias residiendo en el condado. La densidad poblacional era de 158 personas por km². En el 2000 había 251 712 unidades habitacionales en una densidad de 53 por km². La demografía del condado era de 69.93% blancos, 5.35% afroamericanos, 1.95% amerindios, 0.94% asiáticos, 0.22% isleños del Pacífico, 17.68% de otras razas y 3.93% de dos o más razas. 33.42% de la población era de origen hispano o latino de cualquier raza.
Según la Oficina del Censo en 2007 los ingresos medios por hogar en el condado eran de $76 269, y los ingresos medios por familia eran $84 996. Los hombres tenían unos ingresos medios de $45 310 frente a los $32 216 para las mujeres. La renta per cápita para la localidad era de $32 555. Alrededor del 9.2% de la población estaban por debajo del umbral de pobreza.

## Transporte

### Principales autopistas

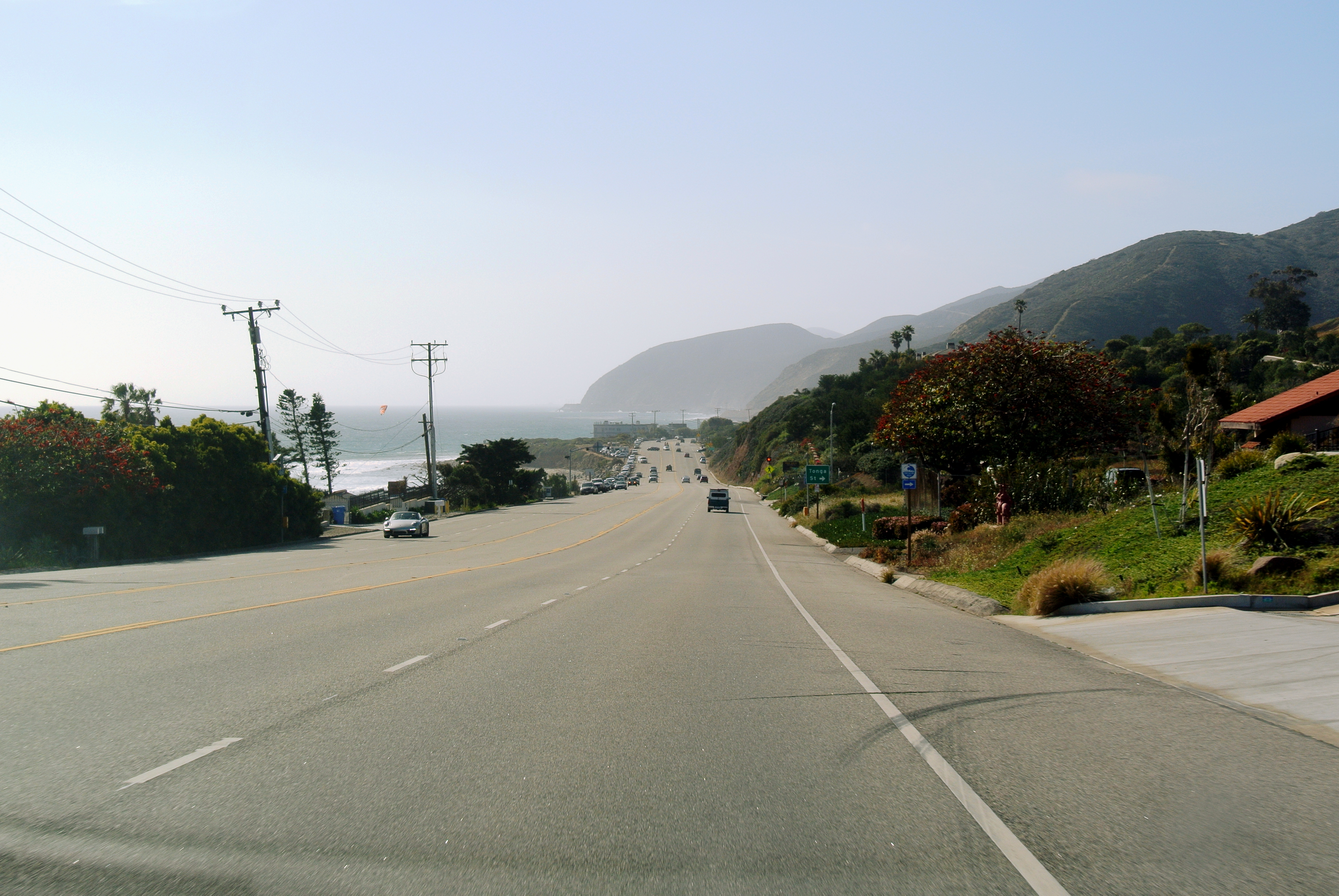
Ruta Estatal 1 en Solromar

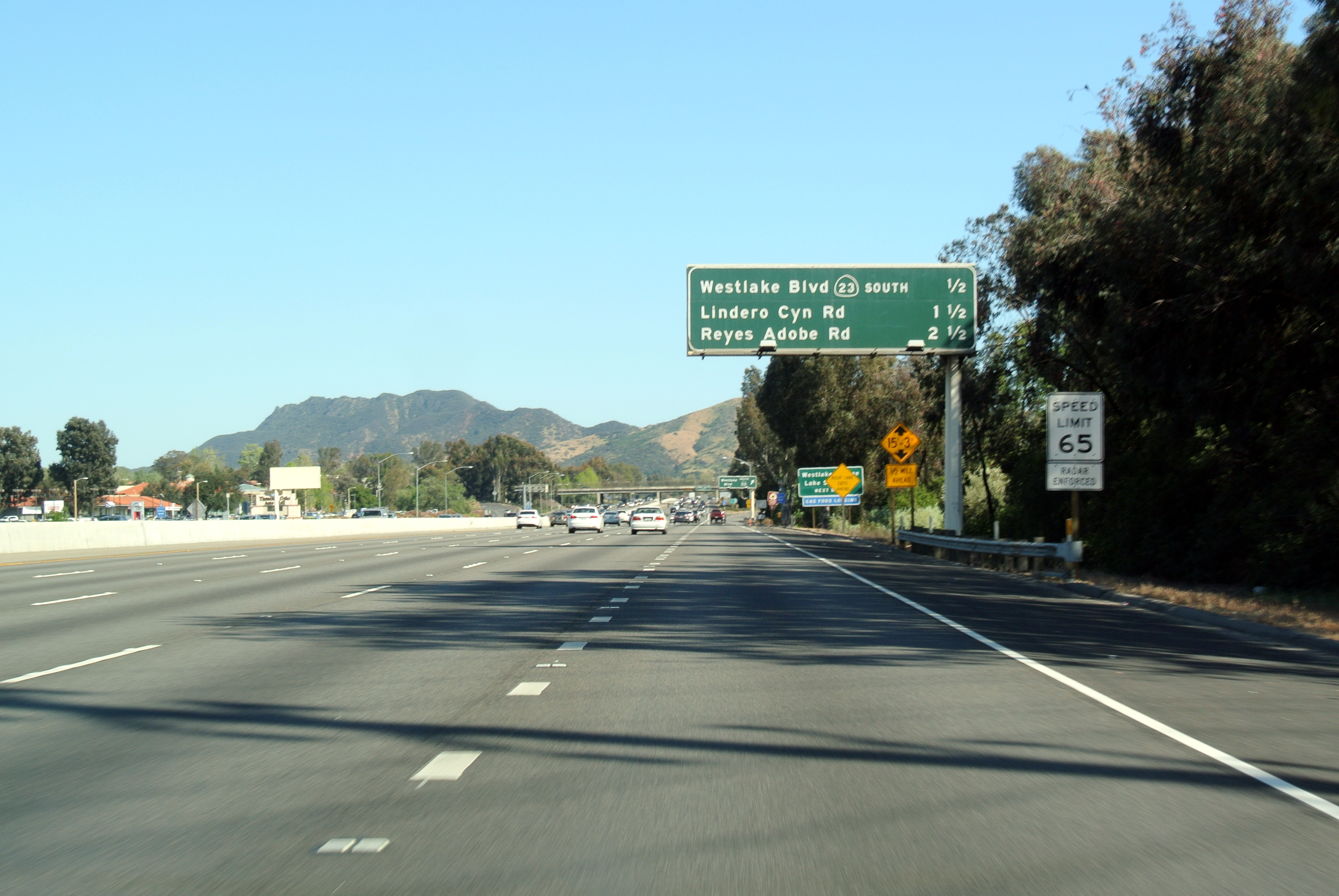
Ruta Estatal 23 y U.S. Route 101 (Ventura Freeway)

- U.S. Route 101
- Ruta Estatal 1
- Ruta Estatal 23
- Ruta Estatal 33
- Ruta Estatal 34
- Ruta Estatal 118
- Ruta Estatal 126
- Ruta Estatal 150
- Ruta Estatal 232

Sin construir
- Ruta Estatal 257